# Шрусберийский собор
Шрусберийский собор, полное название — Собор Пресвятой Девы Марии Помощницы Христиан и Святого Петра из Алькантры (англ. The Cathedral Church of Our Lady Help of Christians and Saint Peter of Alcantara) — католический собор епархии Шрусбери. Находится в городе Шрусбери, графство Шропшир, Англия. Включён в список культурного наследия II* степени. Вмещает 300 человек.

## История

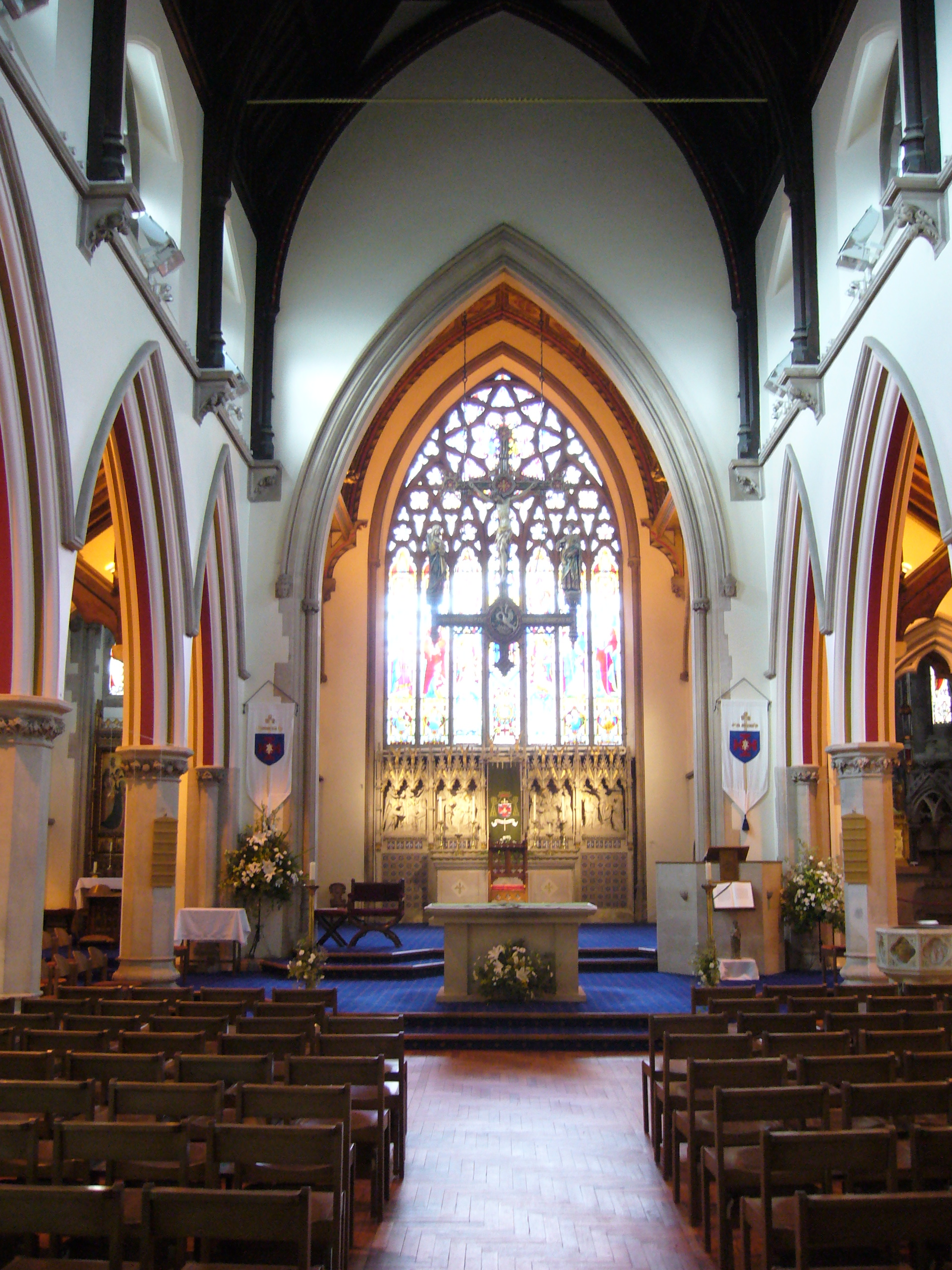
Неф

Изначало строительство собора было инициировано Джоном Толботом, 16-м графом Шрусбери, а предполагаемым архитектором был Огастес Уэлби Нортмор Пьюджин; они оба умерли в 1852 году до того, как работы успели начать. Бертрам Толбот, 17-й граф Шрусбери, и племянник предыдущего предложил профинансировать строительство собора для новой епархии Шрусбери. За проект собора отвечал Эдвард Уэлби Пьюджин (сын Огастеса). Первоначально планировалось возвести собор большего размера с высоким шпилем, однако через два года после начала постройки очень близко к фундаменту здания был обнаружен пласт песка, поэтому от шпиля пришлось отказаться, а здание уменьшить в размере. Граф Шрусбери согласился покрыть расходы на строительство небольшой церкви (4 000 фунтов стерлингов), но умер за три месяца до завершения работ. В 1856 году собор, посвящённый святой Марии и Петру из Алькантры, был завершён и открыт кардиналом Уайзмэном.
30 октября 1956 года в соборе была отслужена месса в честь его столетия. Мессу отслужили архиепископ Бирмингема Фрэнсис Гримшоу, епископ Шрусбери Джон Мерфи, епископ Плимута Сирил Рестио, епископ Ноттингема Эдвард Эллис, епископ Клифтона Джон Руддерхем и епископ Меневии Джон Петит.
В 1984 году собор был перестроен в соответствие с требованиями Второго Ватиканского собора. Местный гринсхиллский камень был использован для нового алтаря, который в 1985 году был освящён епископом Джозефом Греем. В 2019 году епископ Марк Дэвис принял решение восстановить интерьер собора в первоначальном виде.